# Селце (Добрицька область)
Селце́ (болг. Селце) — село в Добрицькій області Болгарії. Входить до складу общини Каварна.

## Населення
За даними перепису населення 2011 року у селі проживали 105 осіб.
Національний склад населення села:
| Національність   | Кількість осіб | Відсоток |
| ---------------- | -------------- | -------- |
| болгари          | 79             | 76,0%    |
| цигани           | 17             | 16,3%    |
| турки            | 8              | 7,7%     |
| інша             | 0              | 0%       |
| не визначились   | 0              | 0%       |
| Всього відповіли | 104            |          |

Розподіл населення за віком у 2011 році:
Динаміка населення: